# Krikor Balakian
Krikor Balakian ou Grigoris Balakian (en arménien : Գրիգորիս Պալագեան), né le 4 février 1877, à Tokat et mort le 8 octobre 1934 à Marseille, est un évêque de l'église apostolique arménienne. Il est également un témoin et un survivant du génocide arménien.

## Biographie
Il poursuit d'abord ses études à Erzurum avant de passer deux années en Allemagne où il poursuit des études théologiques. Il s'engage alors dans la vie religieuse et devient vartabed en 1908 : il adopte « Krikor Balakian » comme nom religieux.
Le 24 avril 1915, il fait partie des intellectuels arrêtés lors de la rafle de Constantinople. Il est des 190 intellectuels déportés vers Çankırı (tout comme Komitas) ; seuls seize d'entre eux survivront. Après Çankırı, il est déporté vers Deir ez-Zor. Il parvient à s'échapper et à rejoindre un chantier de construction de chemin de fer dans la région de Bagdad. Là, des ingénieurs allemands l'aident à fuir sous la fausse identité de « Herr Bernstein ».
En 1921 à Berlin, il est avec Johannes Lepsius, l'un des témoins qui témoignent en faveur de Soghomon Tehlirian lors de son procès consécutif à l'assassinat de Talaat Pacha.
Par la suite, il devient Prélat des arméniens de Grande-Bretagne à Manchester puis à Londres ; il est enfin évêque des arméniens de Marseille où il s'investit notamment dans la construction de la cathédrale des Saints-Traducteurs de Marseille de 1928 à 1931. Il avait par ailleurs consacré l'église Sainte-Marie de Nice en janvier 1928,.

## Famille
- Il est le grand-oncle de l'écrivain Peter Balakian.

## Œuvre
- (hy) Նկարագրութիւն Անիի ավերակներուն [« Descriptions des ruines d'Ani »], Constantinople,‎ 1910
- Le Golgotha arménien, mémoires du père Balakian : de Berlin à Deir-es-Zor, vol. 1, La Ferté-sous-Jouarre, Le Cercle d'Écrits Caucasiens, 2002 (ISBN 978-2-913564-08-4, OCLC 163168810)
  - Édition anglaise : (en) Grigoris Balakian (trad. Peter Balakian et Aris Sevag), Armenian Golgotha : a memoir of the Armenian genocide, 1915-1918, New York, Vintage Books, 2010, 509 p. (ISBN 978-1-4000-9677-0 et 1-4000-9677-4, lire en ligne)

## Hommage
- Il y a un buste à son effigie à la cathédrale des Saints-Traducteurs de Marseille[5].